# Zsoldos Tamás
Zsoldos Tamás (1964. november 20. –) magyar basszusgitáros, stúdió- és sessionzenész. 

## Pályafutása
Számos magyar zenekarban játszott, hol beugróként, hol állandó tagként. Játszott az Ős-Bikiniben, az LGT-ben, a Magyar Atomban, a Topó Neurockban, a RABB-ban, az Örökségben, a Beatricében. Sokáig állandó zenekara volt a Barbaro. Jelenleg az egyik legkeresettebb koncertzenész, miközben a Kormorán és az Üzletembers állandó tagja.

## Diszkográfia
- Beatrice LP, 78–88 (1988)
- Barbaro LP, Barbaro (1990)
- Barbaro LP, Barbaro II (1994)
- Hobo Blues Band CD, Csintalan lányok, rossz fiúk (1994)
- Hobo Blues Band CD, Vissza a 66-os úton (1995)
- Földes László CD, Kenyerem java (1995)
- Hobo Blues Band CD, Vadaskert (1996)
- Hobo Blues Band CD, A nemek háborúja (1997)
- Földes László CD, Kövek az útról (1997)
- Carpathia Project CD, Carpathia Project (2000)
- Tátrai Tibor CD, 50. születésnapi koncert (2003)
- Besh o droM CD, Can’t Make Me! Nekemtenemmutogatol (2003)
- Besh o droM CD, Gyí (2004)
- Barbaro III CD (2007)
- Deák Bill Gyula CD, Hatvan csapás (2008)
- Carpathia Project CD, II (2008)
- Deák Bill Gyula CD, A Király meséi (2009)